# Compton Gamma-Ray Observatory
Le Compton Gamma-Ray Observatory (CGRO) est un observatoire spatial pour les rayons γ développé par la NASA. C'est l'un des quatre télescopes spatiaux du programme des Grands Observatoires développé par l'agence spatiale américaine dans les années 1980 pour traiter les principales questions dans le domaine de l'astronomie et de l'astrophysique. Il est placé en orbite par la navette spatiale Atlantis (mission STS-37), le 5 avril 1991. D'une masse de près de 17 tonnes, il est à l'époque le satellite destiné à l'astrophysique le plus lourd jamais lancé. Le Compton Gamma-Ray Observatory, grâce à ses quatre instruments, couvrant un spectre d'énergie très étendu allant de 20 keV à 30 Gev, est le premier observatoire gamma couvrant l'ensemble du ciel, et fournit des données d'une précision inégalée. Il produit de nombreux résultats qui légitiment les apports de l'astronomie gamma. Il effectue notamment un recensement des sursauts gamma à l'aide de l'instrument BATSE, qui permet d'en démontrer l'origine extragalactique. Après 9 ans de fonctionnement, le télescope, dont le fonctionnement se dégrade par suite de la perte d'un gyroscope, est volontairement détruit, par sa rentrée atmosphérique le 4 juin 2000.

## Historique
Au milieu des années 1970 l'agence spatiale américaine, la NASA, développe trois observatoires spatiaux — HEAO-1 (lancé en 1977), HEAO-2 (1978) et HEAO-3 (1979) — consacrés à l'observation du rayonnement X et gamma. En 1977, la NASA annonce le développement d'un observatoire entièrement consacré au rayonnement gamma dans le cadre de son programme des Grands Observatoires. Celui-ci comprend 4 missions Hubble (lancé en 1990) pour les observations dans le spectre visible et l'ultraviolet proche, Chandra (1999) pour les rayons X mous, Spitzer pour l'infrarouge (2003) et Gamma-Ray Observatory pour le rayonnement gamma et les rayons X durs. Le développement de la mission Gamma-Ray Observatory est confié au centre de vol spatial Goddard, établissement de la NASA qui est chargé des missions d'astrophysique. L'observatoire spatial est développé en profitant des percées techniques des années 1980 dans le domaine des détecteurs.
Après 14 ans de développement, Compton Gamma-Ray Observatory est placé en orbite par la navette spatiale Atlantis (mission STS-37) le 5 avril 1991. Pour allonger la durée de vie de Gamma-Ray Observatory, la navette spatiale se hisse de manière exceptionnelle jusqu'à l'altitude de travail de l'observatoire spatial (450 km avec une inclinaison orbitale de 28,5°). L'observatoire est largué le troisième jour de la mission mais deux astronautes doivent effectuer une sortie extravéhiculaire pour débloquer l'antenne grand gain qui refuse de se déployer. Après son lancement l'observatoire spatial est baptisé Compton Gamma Ray Observatory en l'honneur d'Arthur Compton, prix Nobel de physique pour ses travaux sur les rayons gamma. La mission doit durer deux ans avec une extension possible de 1 an. Les instruments fonctionnent finalement durant 9 ans.
Dès son lancement la NASA décide que le satellite effectue en fin de vie une rentrée atmosphérique contrôlée pour éviter tout risque car, compte tenu de sa taille (16 tonnes), certains morceaux du satellite risquent d'arriver jusqu'au sol. En décembre 1999, l'un des trois gyroscopes du satellite tombe en panne et les ingénieurs de la NASA décident de déclencher la rentrée atmosphérique sans attendre une nouvelle défaillance. Fin mai, les moteurs de Compton Gamma-Ray Observatory sont mis à feu à quatre reprises pour abaisser son orbite jusqu'à une altitude de 148 km. Le satellite effectue une rentrée contrôlée dans l'atmosphère le 4 juin 2000 et ses débris plongent dans l'océan Pacifique à environ 4 000 km au sud-est d'Hawaï.

## Objectifs de la mission

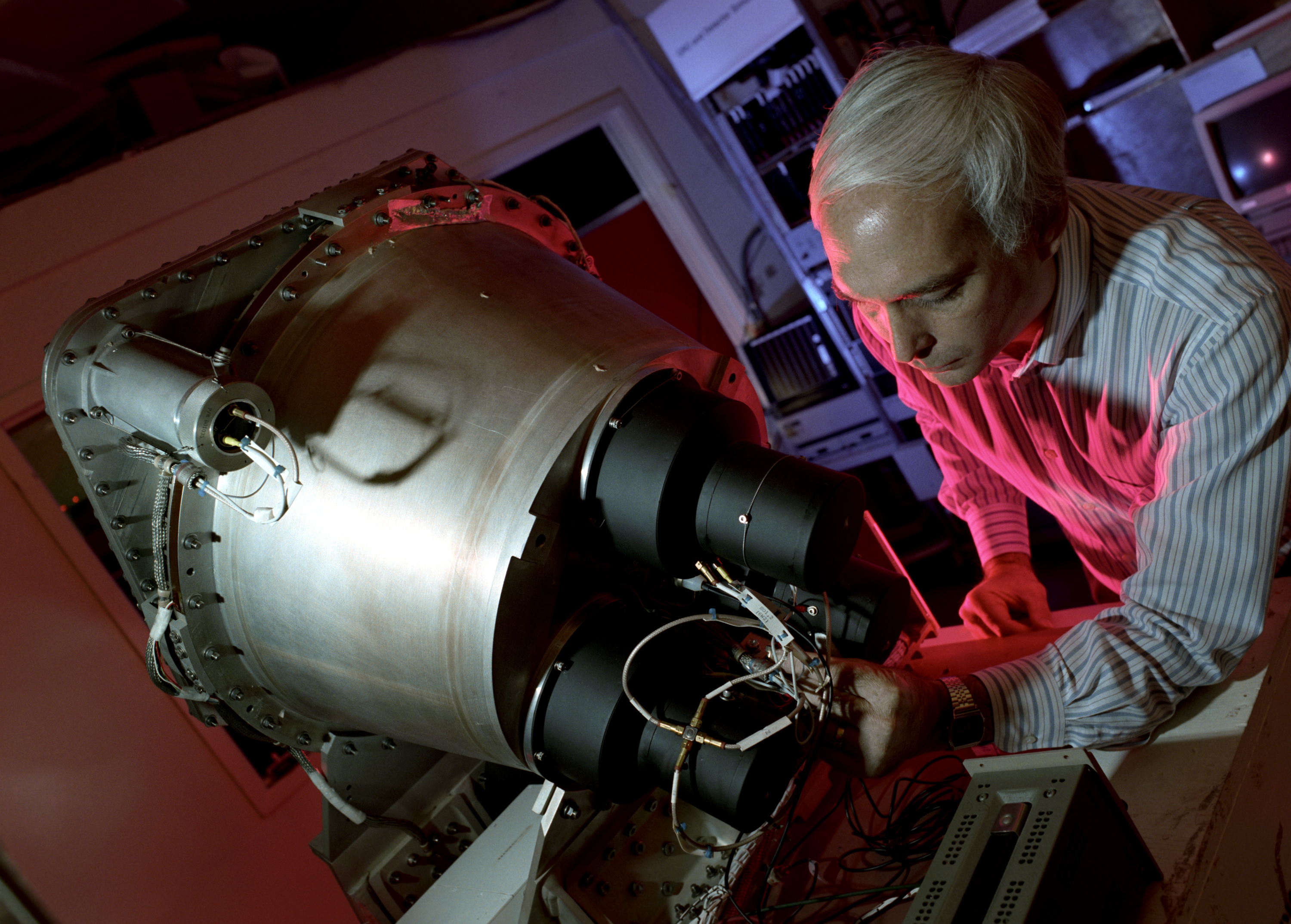
G. Fishman, responsable de l'instrument BATSE, devant l'un des huit détecteurs de l'instrument.

Les objectifs de la mission sont définis en se basant sur les recommandations du Comité d'astronomie et d'astrophysique spatiale de l'Académie nationale des sciences américaine :
- Étude des trous noirs, les étoiles à neutrons et autres objets célestes émettant uniquement des rayons gamma.
- Recherche des raies spectrales gamma pouvant indique des sites où s'effectue la nucléosynthèse et d'autres raies spectrales émises par des processus astrophysiques.
- Étude du rayonnement gamma dans notre galaxie afin d'étudier l'origine et la pression dynamique exercée par les gaz du rayonnement cosmique et les structures mises en évidence par l'interaction entre les rayons cosmiques et le milieu interstellaire.
- Étude de la nature des autres galaxies aux longueurs d'onde gamma avec une emphase particulière sur les galaxies radio, galaxie de Seyfert et les quasi-étoiles.
- Recherche des effets cosmologiques à travers l'observation du rayonnement gamma diffus et des émissions éventuelles des trous noirs primordiaux.
- Observation des sursauts gamma, de la distribution de leur luminosité, de leurs caractéristiques spectrales et temporelles et de leur distribution spatiale.
- Cartographie des raies spectrales 0,511 MeV et 1,809 MeV (aluminium 26) pour en déterminer leur origine.

## Caractéristiques techniques de l'observatoire
Le Compton Gamma-Ray Observatory est à l'époque le plus gros satellite scientifique jamais lancé avec une masse de plus de 16 tonnes. Celle-ci se subdivise en 6 tonnes pour la charge utile, 8 tonnes pour la structure et 1,9 tonne d'ergols pour la propulsion. Le corps du satellite occupe un volume de 7,7 × 5,5 × 4,6 m. Ses panneaux solaires une fois déployés lui donne une envergure de 21 mètres. Les instruments sont positionnés sur la plate-forme de manière qu'aucun obstacle ne vienne s'interposer dans leur champ de vue. Pour le lancement, le Compton Gamma-Ray Observatory occupe environ la moitié de la soute cargo de la navette spatiale américaine. Le système de propulsion comprend 4 moteurs-fusées ayant une poussée unitaire de 440 newtons utilisés pour les corrections d'orbite et 8 propulseurs de 22 newtons utilisés pour contrôler l'orientation. Tous ces moteurs brûlent de l'hydrazine stockée dans quatre réservoirs. Les 16 tonnes doivent permettre à l'observatoire de se maintenir sur son orbite entre 6 et 10 ans. La principale source de consommation est liée à la dégradation de l'orbite due à la trainée générée par l'orbite résiduelle.
Le satellite est stabilisé sur 3 axes et les instruments sont pointés avec une précision de 0,5°. L'orientation et les mouvements de Compton Gamma-Ray Observatory sont déterminés via 3 viseurs d'étoiles à tête fixe, une centrale à inertie comprenant 4 gyroscopes et des capteurs solaires grossiers et fin. Pour modifier son orientation, l'observatoire spatial dispose de 4 roues de réaction et en dernier recours (saturation des roues) du système de propulsion. Dans le mode de fonctionnement normal, le satellite maintient les instruments pointés vers la cible choisie. Le système de télécommunications est basé sur celui des satellites Solar Maximum Mission et Landsat 4 et 5. Celui-ci fonctionne en bande S et comprend une antenne parabolique grand gain de 1,52 mètre de diamètre et deux antennes faible gain. Les données scientifiques sont transmises avec un débit de 256 à 512 kilobits par seconde via les satellites relais de la NASA TDRS ou 32 kilobits/s directement vers les stations sol. Les commandes sont reçues avec un débit de 1 ou 125 kilobits/s,. L'énergie électrique est fournie par des panneaux solaires repliés en accordéon au lancement et déployés en orbite. Ceux-ci, d'une superficie totale de 37 m², produisent 4 300 watts au début de la mission alors que l'observatoire a besoin de 2 000 watts. L'énergie est stockée dans 6 accumulateurs nickel cadmium d'une capacité unitaire de 50 ampères-heures,.

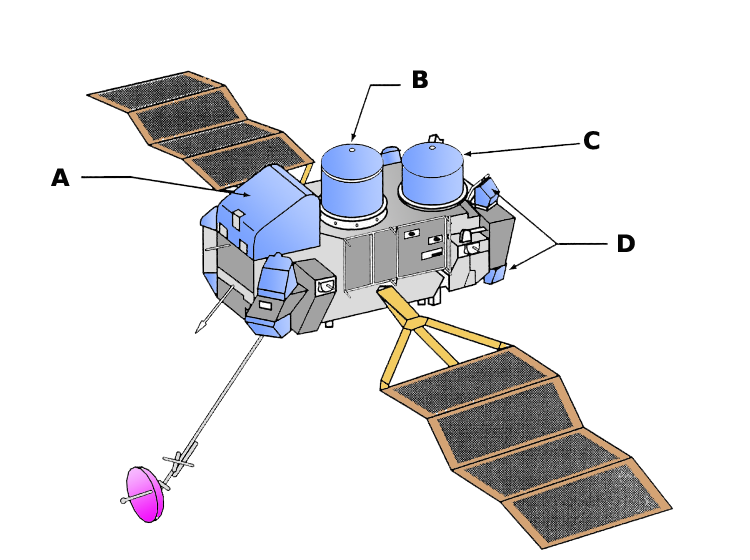
Schéma de l'observatoire Compton Gamma-Ray Observatory : A instrument OSSE, B instrument COMPTEL, C instrument EGRET, D deux des huit détecteurs BATSE.

### Instruments scientifiques

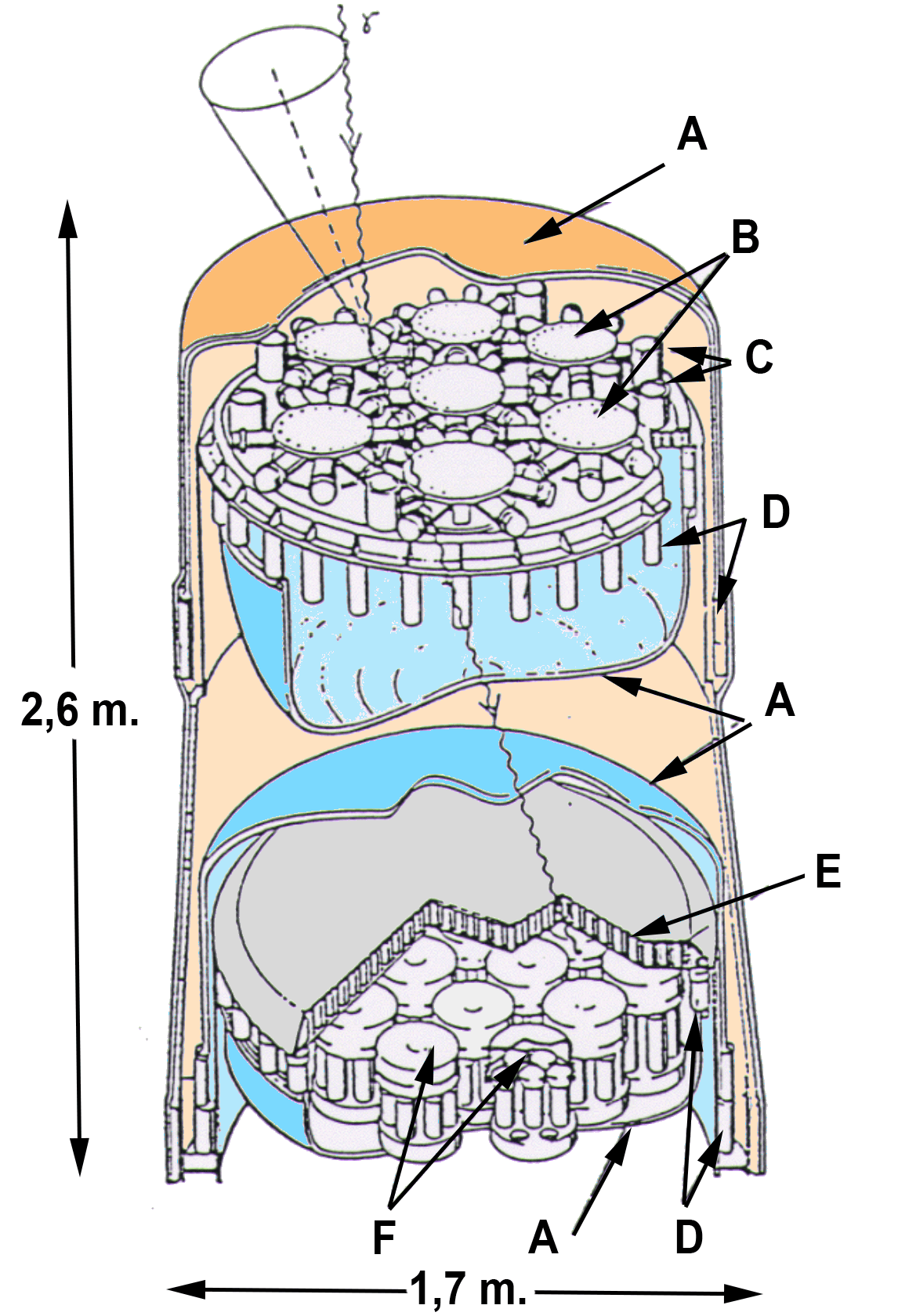
Schéma instrument COMPTEL : A Dôme anti-coïncidence - B Scintillateurs liquides D1 (7) - C Chambres d'expansion - D Photomultiplicateurs des systèmes anti-coïncidence - E Plaque en sandwich - F Scintillateurs cristaux NaI D2 (14).

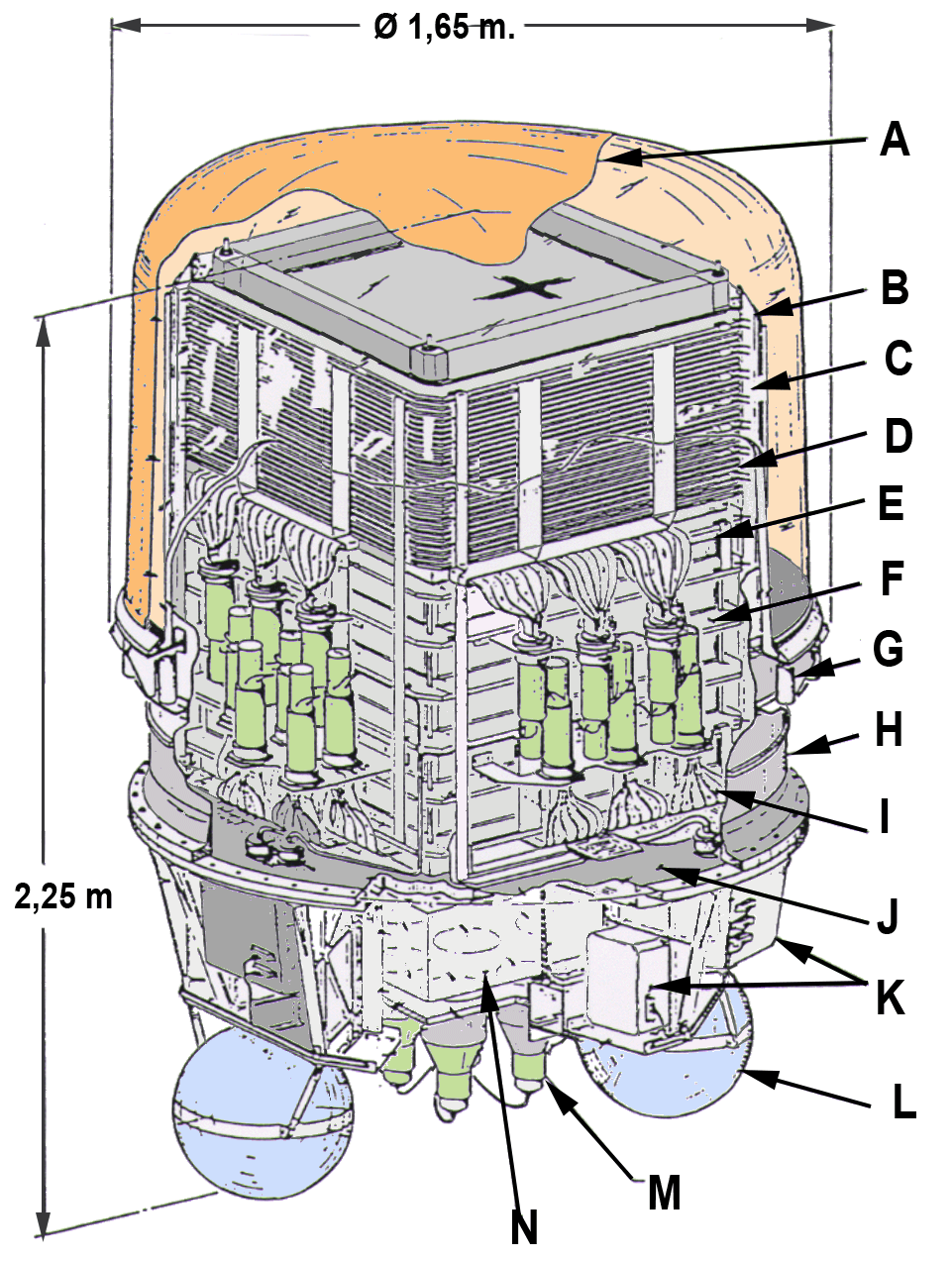
Schéma de l'instrument EGRET : A Bouclier léger - B Électronique scellée de manière hermétique - C Dôme du scintillateur anti-coïncidences - D Chambre à étincelles supérieure - E Fibres optiques et tubes photomultiplicateurs du scintillateur supérieur - F Chambre à étincelles inférieure - G Tubes photomultiplicateurs anti-coïncidences - H Enceinte pressurisée - I Chambre à étincelles inférieure - J Cloison inférieure - K Boîtiers de l'électronique - L Système d'alimentation en gaz - M Tubes photomultiplicateurs NaI - N Scintillateurs NaI.

Le Compton Gamma-Ray Observatory emporte quatre instruments qui couvrent pour la première fois l'ensemble du spectre électromagnétique à haute énergie (de 20 keV à 30 GeV), soit plus de 6 ordres de grandeurs en fréquence, longueur d'onde ou énergie. Les instruments sont décrits ci-dessous par ordre croissant d'énergie.

#### BATSE
BATSE (Burst and Transient Source Experiment), observe le rayonnement gamma de faible énergie (20 keV-1 MeV) et de courte durée, les sursauts gamma. L'instrument est composé de 8 détecteurs à scintillation, chacun disposé à un coin du satellite (lui-même ayant la forme approximative d'un parallélépipède). Cette configuration permet au satellite de scruter en permanence l'ensemble du ciel visible (hors obstruction de la Terre). Le champ de vue des détecteurs se recouvre ce qui permet à un sursaut gamma d'être visible simultanément par 4 détecteurs. L'incidence jouant sur l'intensité du signal, cette disposition permet de déterminer la position de la source avec une précision de 3° pour les sursauts gamma les plus intenses. Chaque détecteur utilise deux scintillateurs à base de cristaux d'iodure de sodium pour convertir les rayons gamma le frappant en lumière visible. Un tube photomultiplicateur permet d'analyser la lumière produite. La direction d'arrivée des rayons gamma est déterminée par la comparaison des temps d'arrivée des rayons gamma sur les différents détecteurs (d'où l'intérêt de les éloigner au maximum en les positionnant dans les coins du satellite).
Chacun des détecteurs comprend deux scintillateurs. Le LAD (Large Area Detector) de grande taille (B sur le schéma) est une plaque de 51 cm de diamètre pour 1,3 cm d'épaisseur. Il est optimisé pour la détection des événements brefs et de faible intensité avec une emphase mise sur sa sensibilité et la mesure de la direction d'arrivée. Trois photomultiplicateurs (C sur le schéma) amplifient le rayonnement lumineux généré. Un scintillateur en plastique placé devant le LAD (A sur le schéma) est utilisé comme système anti-coïncidences pour éliminer le bruit de fond généré par les particules chargées.
Le SD (Spectroscopy Detector) est optimisé pour les événements faisant intervenir un plus grand nombre de photons, afin de permettre d'effectuer des mesures spectroscopiques. De petite taille (D sur le schéma), il permet de mesure un spectre énergétique plus large avec une meilleure résolution. Pour détecter un sursaut gamma logiciel embarqué analyse le nombre de photons produit par chacun des 8 détecteurs à différentes échelles de temps (64 ms, 256 ms et 1 024 ms) et le compare au bruit de fond.

#### OSSE
OSSE (Oriented Scintillation Spectrometer Experiment), développé par le Naval Research Laboratory détecte les rayons gamma dont l'énergie est comprise entre 100 keV et 10 MeV. Il comprend quatre détecteurs phoswich (sandwich de scintillateurs NaI(Ti))et CsI(Na)). L'orientation individuelle de chaque détecteur peut être modifiée sur un plan. Cette fonction est utilisée d'une part pour mesurer le bruit de fond (celui-ci est évalué en dépointant l'instrument de son objectif durant 2 minutes) d'autre part pour maintenir l'instrument pointé vers une cible donnée malgré le changement d'orientation induit par le mouvement du satellite sur son orbite. Le détecteur d'un diamètre de 33 cm est constitué par un cristal NaI(Ti) de 10,2 cm d'épaisseur couplé sur le plan optique avec un cristal CsI(Na) de 7,6 cm d'épaisseur. Les photons générés sont amplifiés par sept tubes photomultiplicateurs de 8,9 cm de diamètre qui atteignent une résolution spectrale de 8 % à 0,661 MeV. Un collimateur en alliage de tungstène limite le champ de vue à une fenêtre rectangulaire de 3,8 x 11,4° sur l'ensemble du spectre énergétique. L'ouverture de chaque détecteur phoswich est recouverte par un détecteur de particules chargées (CPD), constitué d'une scintillateur en plastique de 55,8 cm de large et 6 mm d'épaisseur associé à 4 tubes photomultiplicateurs de 5,1 cm de diamètre qui permet de rejeter les détections dues à au bruit de fond. Le collimateur et le détecteur phoswich sont encapsulés dans une enceinte annulaire constitué par un scintillateur réalisé à partir d'un cristal NaI(Ti) épais de 8,5 cm et long de 34,9 cm qui contribue également au bouclier anti-coïncidences.

#### COMPTEL
COMPTEL (Imaging Compton Telescope), développé par l'Institut Max-Planck observe le rayonnement gamma émis avec une énergie comprise entre 1-30 MeV. Il peut déterminer l'angle d'arrivée à un degré près et l'énergie des photons de haute énergie à 5 % près. Ses détecteurs permettent de reconstituer une image gamma d'une portion du ciel. COMPTEL comprend deux réseaux de détecteurs écartés de 1,5 mètre qui sont frappés successivement par les rayons gamma. Le réseau de détecteurs supérieur est constitué par un scintillateur liquide et le détecteur inférieur par des cristaux de iodure de sodium.

#### EGRET
EGRET (Energetic Gamma Ray Experiment Telescope), mesure les sources gamma aux plus hautes énergies (20 MeV à 10 GeV) en localisant la source avec une précision d'une fraction de degré et en évaluant l'énergie à 15 % près. EGRET résulte d'une collaboration du centre de vols spatiaux Goddard, de l'Institut Max-Planck et de l'université Stanford. Le détecteur de particules est une chambre à étincelles qui détecte la production d'une paire électron-positon lorsque le rayon gamma traverse le gaz qui la remplit. Un calorimètre utilisant un scintillateur NaI(Ti) placé sous la chambre permet de déterminer l'énergie du rayon avec une bonne précision. L'instrument est enfermé dans un dôme anti-coïncidences qui permet de rejeter les particules chargées issues du bruit de fond. La provenance du rayon gamma est déterminée par deux couches de 16 scintillateurs temps de vol. Une deuxième chambre à étincelles située entre les deux couches de scintillateurs permet de suivre la trajectoire de l'électron et fournit des informations complémentaires notamment sur l'énergie de la particule. L'énergie du rayon gamma est déterminée en grande partie par un scintillateur de forme carrée (76 × 76 cm) constitué par des cristaux NaI(Ti) et situé sous les scintillateurs temps de vol.

Schémas des instruments BATSE et OSSE
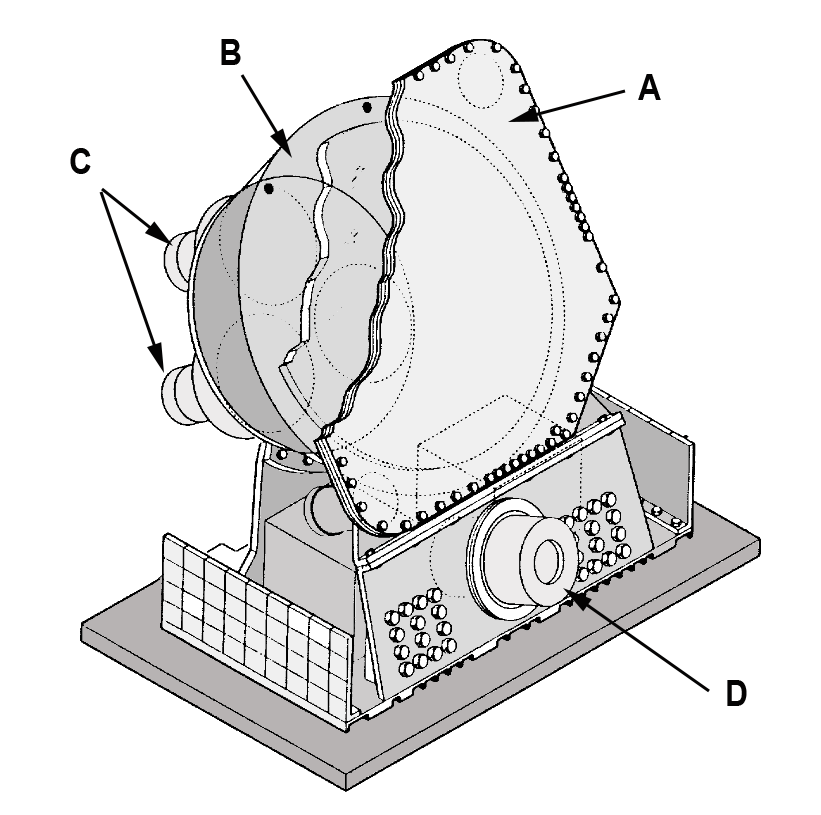
Schéma de l'instrument BATSE : A Détecteur de particules ionisées, B Grand scintillateur, C Tubes photomultiplicateurs, D Petit scintillateur.
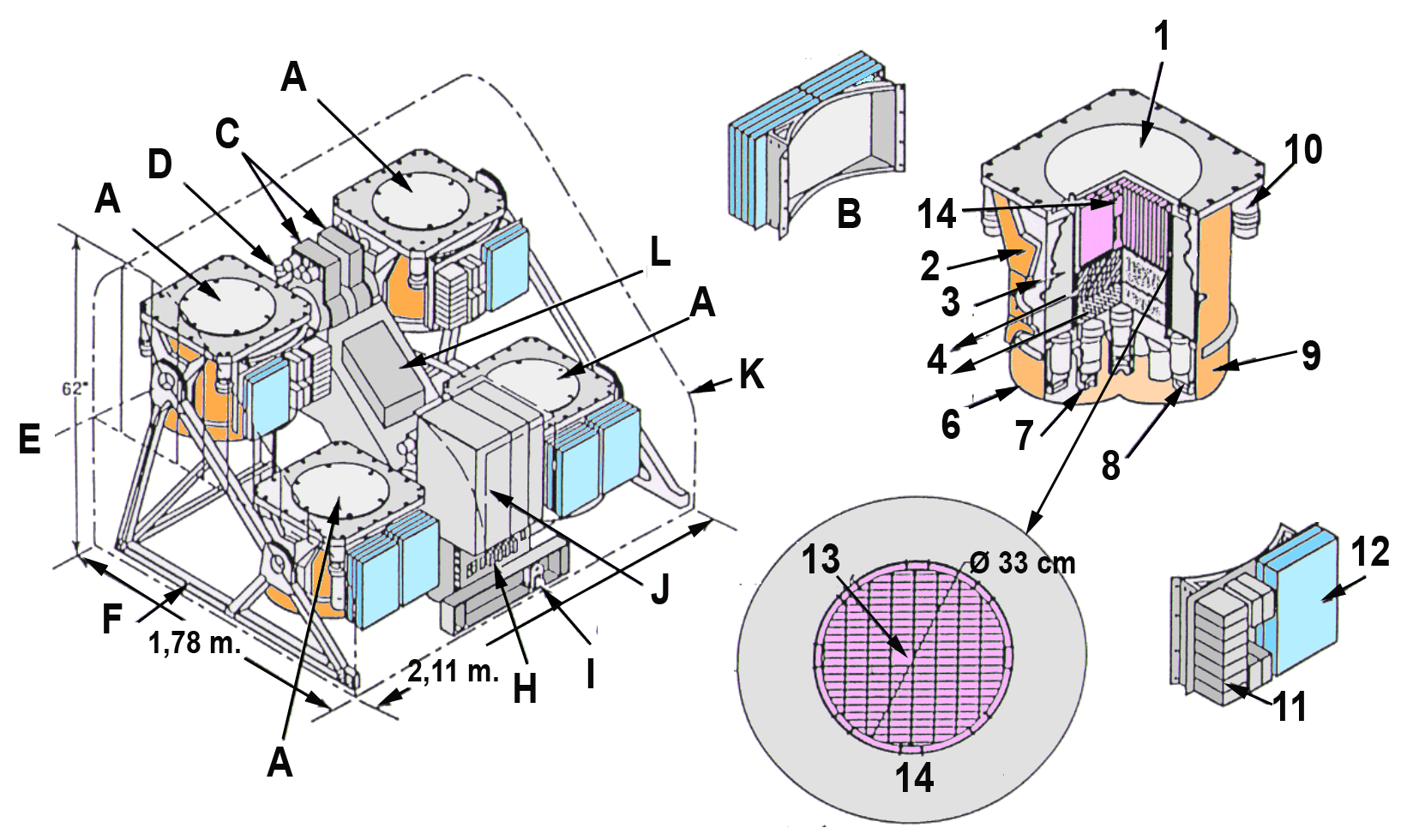
Schéma de l'instrument OSSE :  A Détecteurs (4), B Grand scintillateur, C Moteurs d'orientation, D Contrôle des particules chargées, E Axe de rotation, F Structure, H Carte interface avec le satellite - I Cube alignement optique, J Électronique centrale, K Protection thermique, L Électronique des moteurs d'orientation, 1  Détecteur particules chargées, 2 Support détecteur (2), 3 Bouclier annulaire NaI (4), 4 et 5 Détecteur phoswich (NaI, CsI), 6 Dôme bouclier magnétique, 7 Tubes photomultiplicateurs phoswich, 8 Tubes photomultiplicateurs du bouclier annulaire, 9 Bouclier magnétique, 10 Tubes photomultiplicateurs du détecteur de particules chargées, 11 HVPS, 12 LVPS, 13 Cavité remplie de Cobalt60, 14 Collimateur.

## Résultats
- Sursauts gamma :

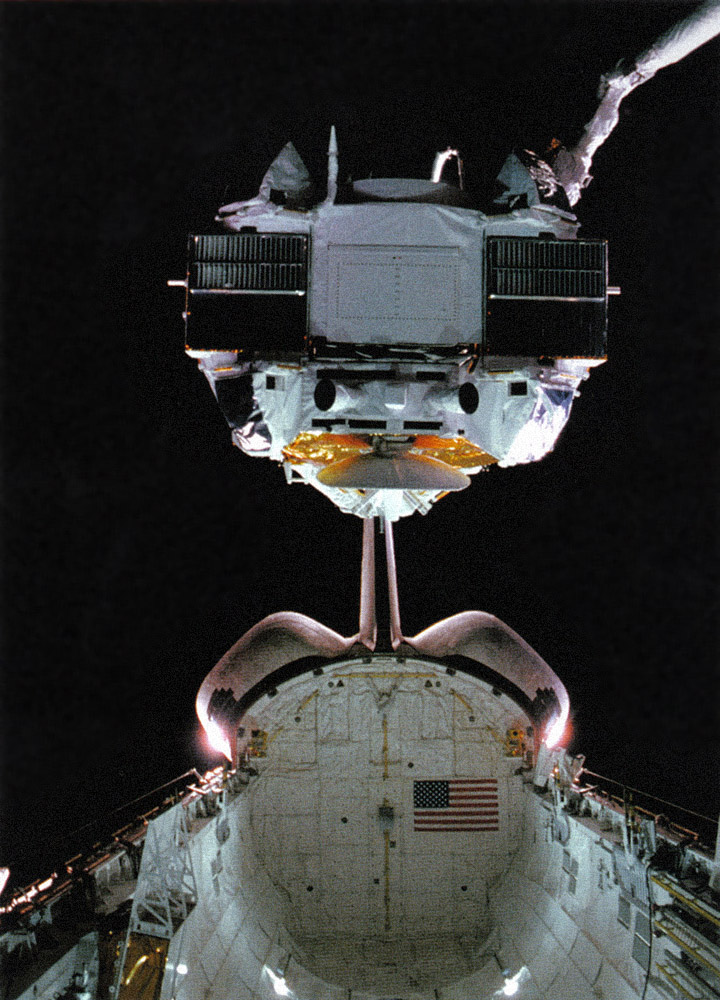
L'observatoire spatial Compton Gamma-Ray Observatory quitte la soute de la navette spatiale Atlantis pour s'insérer sur son orbite de travail.

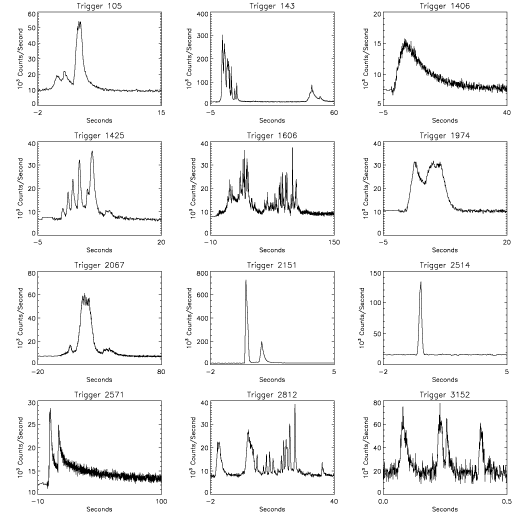
Relevés du rayonnement de plusieurs sursauts gamma détectés par le Compton Gamma-Ray Observatory.

  - Découverte que les sursauts gamma sont distribués de manière uniforme dans toutes les directions ce qui prouve que les sources de ces phénomènes ne sont pas localisés dans la Voie lactée[13].
  - La mesure minutieuse de l'éclat des sursauts gamma démontre que relativement peu de ces phénomènes ont un éclat faible. Dans la mesure où ces derniers correspondent aux sources les plus lointaines, cela implique que la distribution des sursauts gamma a une limite extérieure[13].
  - La mesure du rayonnement gamma quelques heures après un sursaut gamma indique qu'il existe une activité persistante après la bouffée d'énergie initiale.
- Sources au sein de notre galaxie[13] :
  - Le nombre de pulsars gamma détecté est passé de 2 à 7 avec une meilleure compréhension de la physique des étoiles à neutron en rotation rapide[13].
  - Découverte d'un pulsar à sursaut, objet dont on ne pas connaît pas d'autre représentant et qui est situé près du centre galactique.
  - Découverte de nombreuses sources gamma non identifiées à la fois dans le plan et hors plan de la Voie lactée[13].
  - Découverte avec le secours d'observations dans le rayonnement X que la source Geminga jusque-là non identifiée est un pulsar gamma[13].
- Émission diffuse de rayonnement gamma :
  - La cartographie gamma de notre galaxie, la Voie lactée, indique des concentrations de l'isotope radioactif de l'aluminium 26. Cette découverte apporte un éclairage important sur la manière dont les éléments chimiques sont créés dans notre galaxie[13].
  - Étude de l'annihilation électron/positron au centre de notre galaxie[13].
  - Découverte d'une raie d'émission gamma produite par le rémanent de supernova Cassiopée A. Cette découverte a également un impact important sur la synthèse des éléments chimiques[13].
  - Découverte de raies d'émission gamma par les nuages diffus de gaz du complexe d'Orion. Ces lignes sont sans doute produites par l'interaction entre le rayonnement cosmique énergétique et le gaz local[13].
- Sources extragalactiques de rayonnement gamma :
  - Localisation des sources de rayonnement gamma à haute énergie dans les noyaux des galaxies actives de type blazar[13].
  - Mesure de la distribution d'énergie émise par des galaxies de Seyfert (un autre type de galaxie active) qui montrent que la production des photons gamma s'éteignent à des énergies beaucoup plus faibles que ce qui est prévu.
  - Détection d'émission gamma diffuse par le Grand Nuage de Magellan, la galaxie la plus proche de la nôtre, permet de démontrer que le rayonnement cosmique est d'origine galactique[13].

## Images prises par Compton Gamma-Ray Observatory

Images prises par CGRO
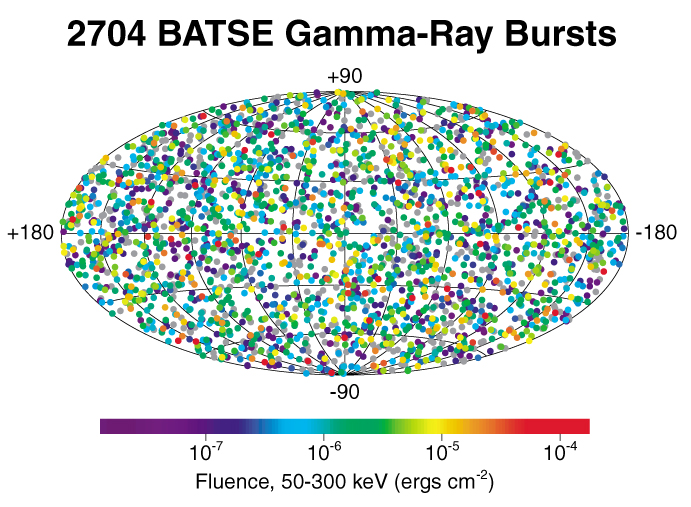
Carte des sursauts gamma détectés par BATSE : leur répartition uniforme permet d'exclure que leur source soit confinée à notre galaxie (Voie lactée) située sur l'équateur de la carte.
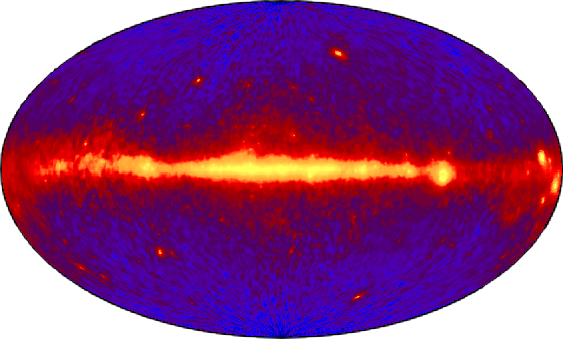
Émissions gamma de plus de 100 MeV mesurées par Egret. La ligne brillante correspond à la Voie lactée.
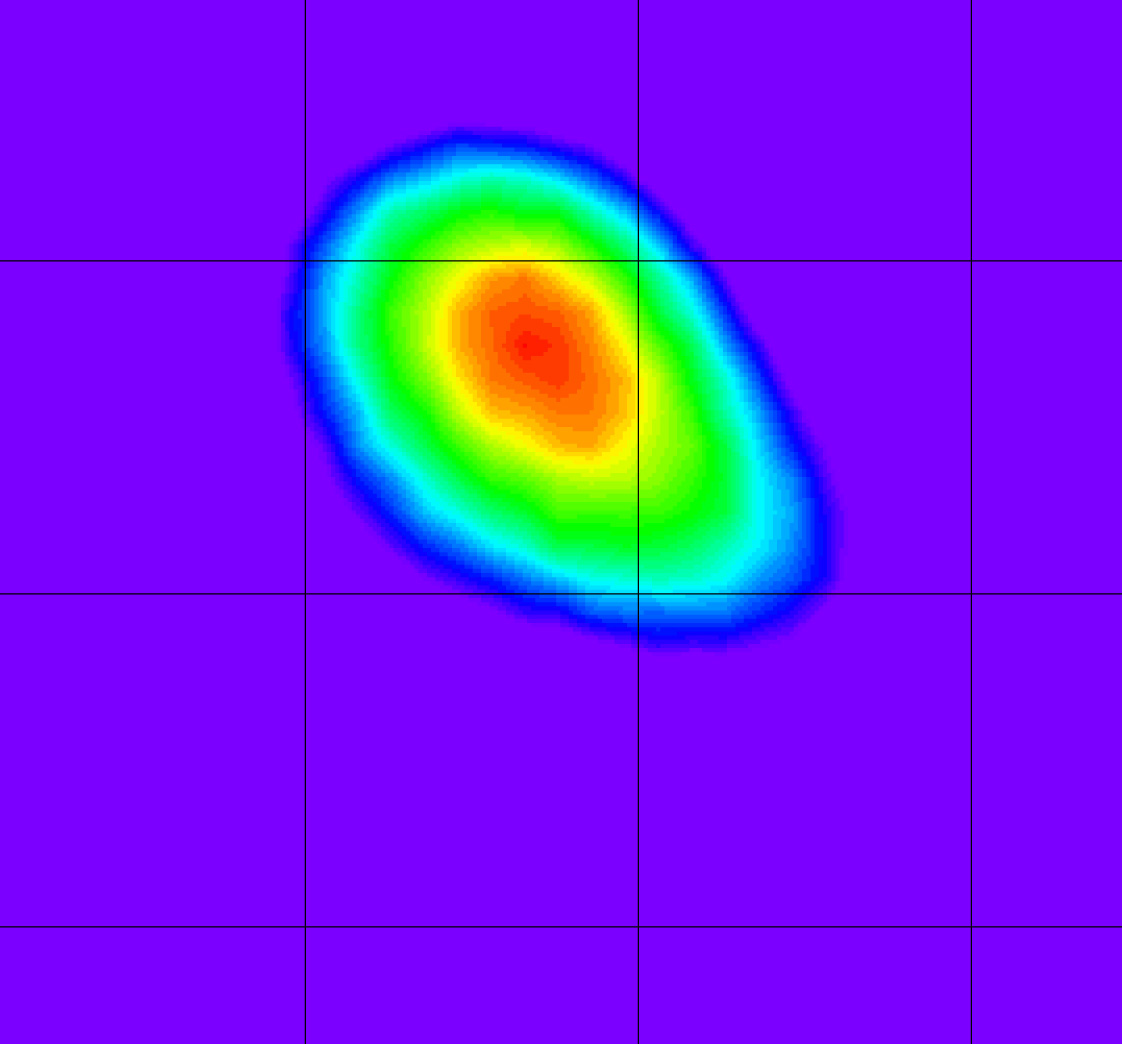
Le rayonnement gamma du Soleil imagé par COMPTEL.

## Successeurs
Dans le domaine spatial, les satellites Swift, lancé en 2004 et Fermi Gamma-ray Space Telescope (GLAST), lancé en 2008, sont les successeurs du Compton Gamma-Ray Observatory. Au sol, le High Energy Stereoscopic System (HESS) représente le premier télescope à proprement parler (en mesure de réaliser des images de sources astrophysiques grâce à un pouvoir de résolution angulaire suffisamment importante) opérant dans cette gamme de longueur d'onde.